# Tramway funiculaire de Belleville
Ne doit pas être confondu avec Funiculaire de Bellevue.
Le tramway funiculaire de Belleville est une ligne de tramway à traction par câble aujourd'hui disparue qui a relié de 1891 à 1924 la place de la République à l'église Saint-Jean-Baptiste de Belleville, sur la colline de Belleville dans l'Est de Paris, en France.
Moyen de transport hybride entre le tramway et le funiculaire, semblable au cable-car de San Francisco mis en service en août 1873, il est depuis 1935 remplacé sur son parcours par la ligne 11 du métro de Paris.

## Historique
La commune de Belleville, édifiée sur la colline du même nom et alors autonome de Paris, a connu un fort développement démographique pendant le XIXe siècle, passant de 1 724 habitants en 1806, à 10 705 en 1836, 27 556 en 1846 et 57 699 en 1856, à la veille de son annexion par Paris, sans qu'elle ne soit convenablement desservie par le réseau des omnibus des compagnies qui précédèrent la Compagnie générale des omnibus. En 1885, la population de Belleville comptait 9 000 petits fabricants et 30 000 ouvriers, dont près de la moitié travaillaient hors de Belleville.
La nécessité de desservir le quartier populaire de Belleville conduit à la fin des années 1880 à envisager l'établissement d'une ligne de tramway à traction par câble, seule capable d'affronter les pentes de la colline. Mais contrairement à San Francisco ou à d'autres villes américaines aux larges avenues rectilignes où ce nouveau système est mis en place, la largeur des rues parisiennes ne permet que de poser une voie unique, dotée de plusieurs évitements, le long d'un tracé, de plus, assez tortueux.
En 1886, M. Fournier, ingénieur civil, dépose une demande de concession. Après de nombreuses délibérations de la Ville de Paris, du ministère des Travaux publics, du ministère de l'Intérieur et des ponts et chaussées, et malgré les protestations virulentes de la Compagnie générale des omnibus, qui y voyait une atteinte à son monopole, le conseil municipal de Paris décide le 31 décembre 1887 de faire exécuter un tramway à traction par câble, à l'image de ceux déjà en service dans les grandes villes américaines comme Cincinnati, Chicago, New York et San Francisco.

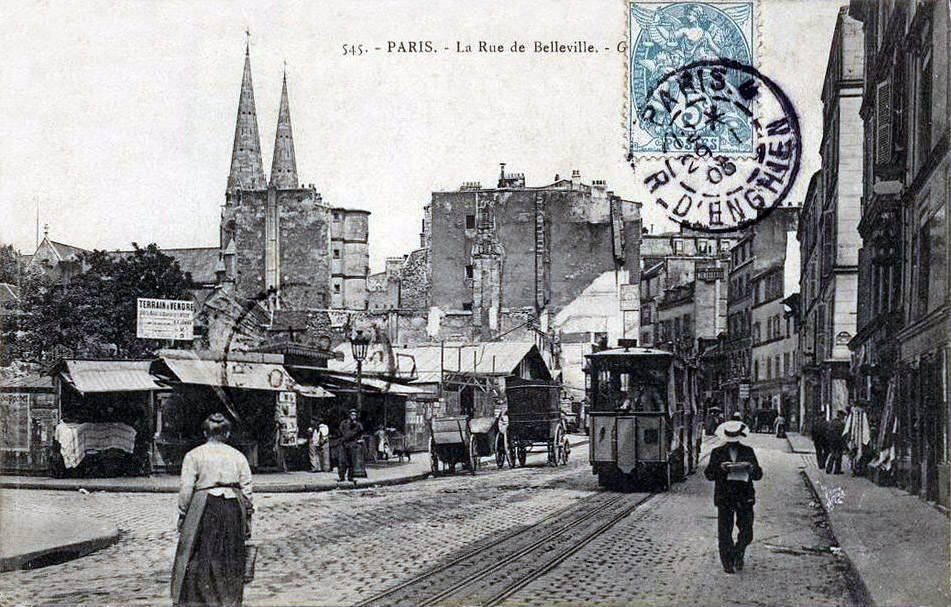
Le tramway funiculaire rue de Belleville, vers 1900.

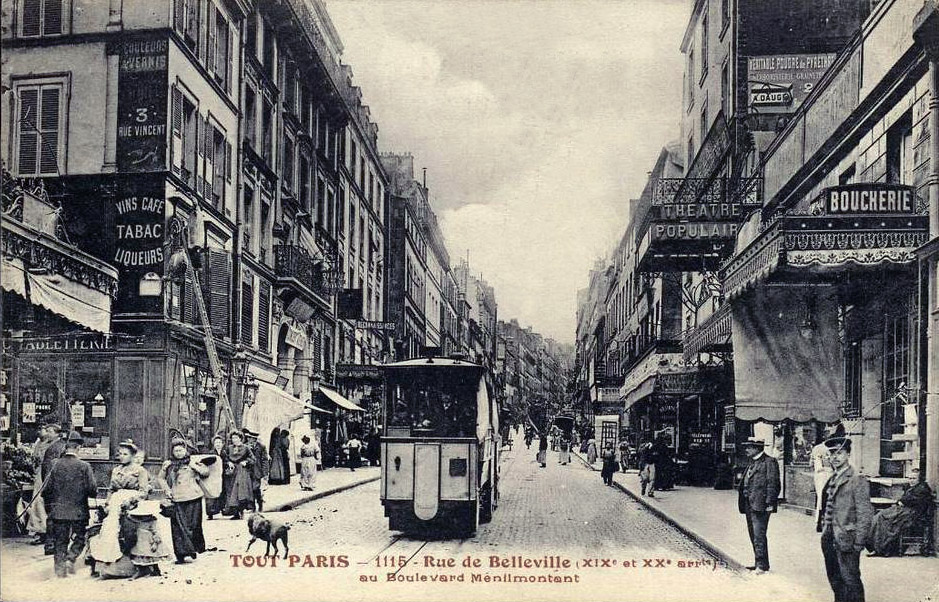
Une voiture du tramway rue de Belleville, vers 1900.

La ligne est déclarée d'utilité publique par décret du 24 janvier 1889, sous le régime juridique d'une voie ferrée d'intérêt local autorisée par le conseil général de la Seine,. Une convention est signée le 5 août 1890 entre le département et M. Fournier, qui prévoit la construction de la ligne par la Ville, pour un coût évalué à un million de francs de l'époque, et son exploitation par M. Fournier, moyennant une redevance de 50 000 francs par an,. Ce dernier sera remplacé par la Compagnie du funiculaire de Belleville.
Les travaux furent confiés à l'ingénieur  de la Ville de Paris Fulgence Bienvenüe, assisté du conducteur de travaux Lefebvre, et furent menés en six mois environ. Toutefois, la mise en place du moyen de traction fut laborieuse, car sans précédent en Europe.
Le tramway funiculaire est mis en service le 25 août 1891, mais il y eut plusieurs incidents. En décembre 1891, une voiture se détache du câble et dégringole la rue de Belleville, ne s'arrêtant que grâce à la voiture suivante, qui se brise sous l'impact. Le bilan est lourd : douze passagers sont blessés, cinq d'entre eux sérieusement.

Sur la une de son numéro du 8 décembre 1891, l'hebdomadaire illustré La Diane indique : « Le funiculaire remplaçant la guillotine. Cet instrument de supplice est recommandé à la Justice et aux personnes attendant un héritage. Très utile aussi contre les belles-mères ».
Dans son Dictionnaire d'argot fin-de-siècle paru en 1894, Charles Virmaître fait état de mot de l'expression argotique « avoir les pieds funiculés » qui signifie « refuser de marcher. Allusion au funiculaire de Belleville qui marche quand il veut (argot du peuple) ».
La ligne est rapidement un succès : dès 1895, elle transporte 4 411 000 voyageurs. La capacité de la ligne devient rapidement insuffisante ; comme il est impossible de multiplier les évitements, la ligne est exploitée en « rafale », avec une suite de véhicules se suivant de très près. Mais cette exploitation est particulièrement dangereuse pour les piétons ou les véhicules routiers. Il est alors décidé de faire circuler deux véhicules accrochés ensemble et la plate-forme d'extrémité est allongée du côté de l'attelage, augmentant la capacité par voiture à cinquante-sept passagers. L'année 1902 est celle du record de trafic de la ligne, avec 5 241 000 voyageurs.
En janvier 1906, une voiture perd ses freins en commençant sa descente incontrôlée vers la place de la République.
En février 1910, une collision se produit avec un tramway Raincy-Opéra.

Le 31 mai 1910, la concession prend fin et la Ville de Paris reprend l'exploitation en régie. 
En septembre 1913, un arrêt soudain provoque une bousculade, qui fait cinq blessés.
En janvier 1914, une voiture « redescend la côte tamponnant tout ce qu'elle rencontre », faisant quatorze blessés.
Sous-entretenue durant la Première Guerre mondiale, la ligne nécessite de lourds travaux de remise à niveau à la sortie du conflit. Mais l'exploitation est finalement interrompue le 18 juillet 1924 et le tramway est remplacé par une ligne de bus, dite BF, exploitée avec des autobus Schneider H dont on retire les banquettes de la partie avant afin d'augmenter la capacité. Cette ligne est alors incorporée au réseau de la Société des transports en commun de la région parisienne (STCRP). L'infrastructure du tramway funiculaire est détruite, les voitures sont rachetées par un ferrailleur et subsistent de longs mois dans un terrain vague d'Issy-les-Moulineaux. En 1935, la ligne 11 du métro est ouverte sur le même parcours, prolongé de part et d'autre.

## Caractéristiques techniques

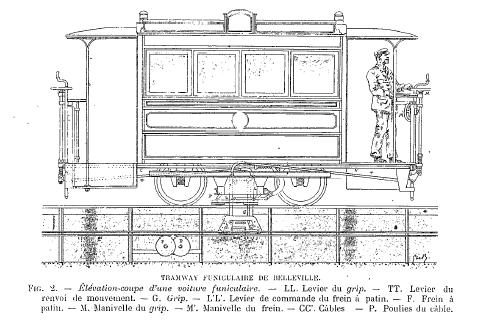
Tramway funiculaire de Belleville.

La ligne devait être établie rue de Belleville, assez sinueuse, dont la largeur n'excédait pas 7 m. Cette largeur insuffisante imposait des solutions techniques très contraignantes : voie unique avec croisements possibles uniquement dans cinq évitements, voie métrique, obligation réglementaire de placer le rail le plus rapproché du trottoir, à une distance minimale de 3 m de ce trottoir.
La ligne commence place de la République, emprunte la rue du Faubourg-du-Temple, croise le boulevard de la Villette, s'engage dans la rue de Belleville et aboutit à son terminus devant l'église Saint-Jean-Baptiste de Belleville, à la hauteur de l'actuelle station de métro Jourdain.
Son parcours total de 2 044 mètres à voie unique comporte cinq points de croisement : au-dessus du canal Saint-Martin couvert en cet endroit par un tunnel, au croisement de l'avenue Parmentier, du boulevard de Belleville, de la rue Julien-Lacroix et de la rue des Pyrénées. Ces évitements avaient une longueur de 18 m, sauf celui de la rue des Pyrénées, long de 60 m et où aboutissait le raccordement du dépôt.
La ligne a un profil assez difficile, démarrant avec un profil facile mais s'élevant sur la colline de Belleville avec des rampes de 34 mm/m en moyenne, mais atteignant ponctuellement 73 mm/m entre les rues de Tourtille et des Pyrénées. De plus, le tracé comprend vingt-quatre courbes, dont la longueur cumulée est de 325 m, soit 15 % de la longueur de la ligne. Leur rayon minimum en pleine voie n'est que de 41 m et il se réduit à 21 m, dans les aiguillages des évitements. Globalement, la différence de niveau entre l'origine et le terminus de la ligne est de 63 m.
La voie du tramway funiculaire est établie avec un écartement d'un mètre et possède en son centre un caniveau axial qui ne laisse apparaître qu'une rainure de vingt-neuf millimètres au niveau de la chaussée. Les rails du système Broca, lourds de 45 kg/m, reposent sur un « U » évasé en fer placé sous la chaussée, appelé « joug », qui reçoit tous les neuf à douze mètres des poulies supportant le câble de traction. Celui-ci, d'un diamètre de vingt-neuf millimètres et d'un poids de 3 kg/m, est constitué d'une âme en chanvre renforcé de six torons d'acier. Compte tenu de sa longueur de 4,2 km, le câble pèse 12,6 tonnes et sa résistance avant rupture est de dix tonnes.
Chaque terminus de la ligne est équipé d'une roue de 2,50 mètres de diamètre, disposée horizontalement sous la chaussée, qui assure le retour du câble de traction. Ce dernier passe ensuite par une autre poulie, qui a pour but d'assurer la tension du câble pour compenser son allongement,
Ce câble sans fin était tracté par deux machines à vapeur, système Corliss, de cinquante chevaux, installées au dépôt, situé au no 97 de la rue de Belleville. En usage normal, une seule machine à vapeur fonctionnait, l'autre servant de machine de secours. Leur puissance était fournie par trois chaudières multitubulaires, dont deux de 50 chevaux et une de 100.
Les vingt-et-un véhicules d'une longueur de cinq mètres et d'une largeur d'1,60 m seulement accueillent vingt-deux voyageurs, dont quatorze sur des banquettes longitudinales. Le matériel roulant ne voit aucune évolution ; les voitures restent éclairées à l'acétylène et ne sont pas chauffées en hiver, vu la courte durée des trajets.
Les véhicules sont équipés d'un « grip », ou pince débrayable, qui plonge dans le caniveau axial pour agripper le câble. Le conducteur effectue un serrage progressif du câble qui met en mouvement le véhicule. Ce serrage plusieurs milliers de fois par an limite la durée de vie du câble à moins de six mois. Le câble défile dans le caniveau à la vitesse de 3 mètres par seconde soit 10,8 km/h la journée, et à 3,5 mètres par seconde, soit 12,6 km/h en soirée, avec la moindre circulation.
Pour l'arrêt de la voiture, l'agent de conduite dispose d'un frein à main qui agit sur les roues, ainsi que d'un frein à patins sur rails.
L'infrastructure est réalisée par la Ville de Paris, sous la direction de Fulgence Bienvenüe, ingénieur de la Ville, qui se rendra célèbre en étant le maître d'œuvre du métro de Paris.

## Exploitation

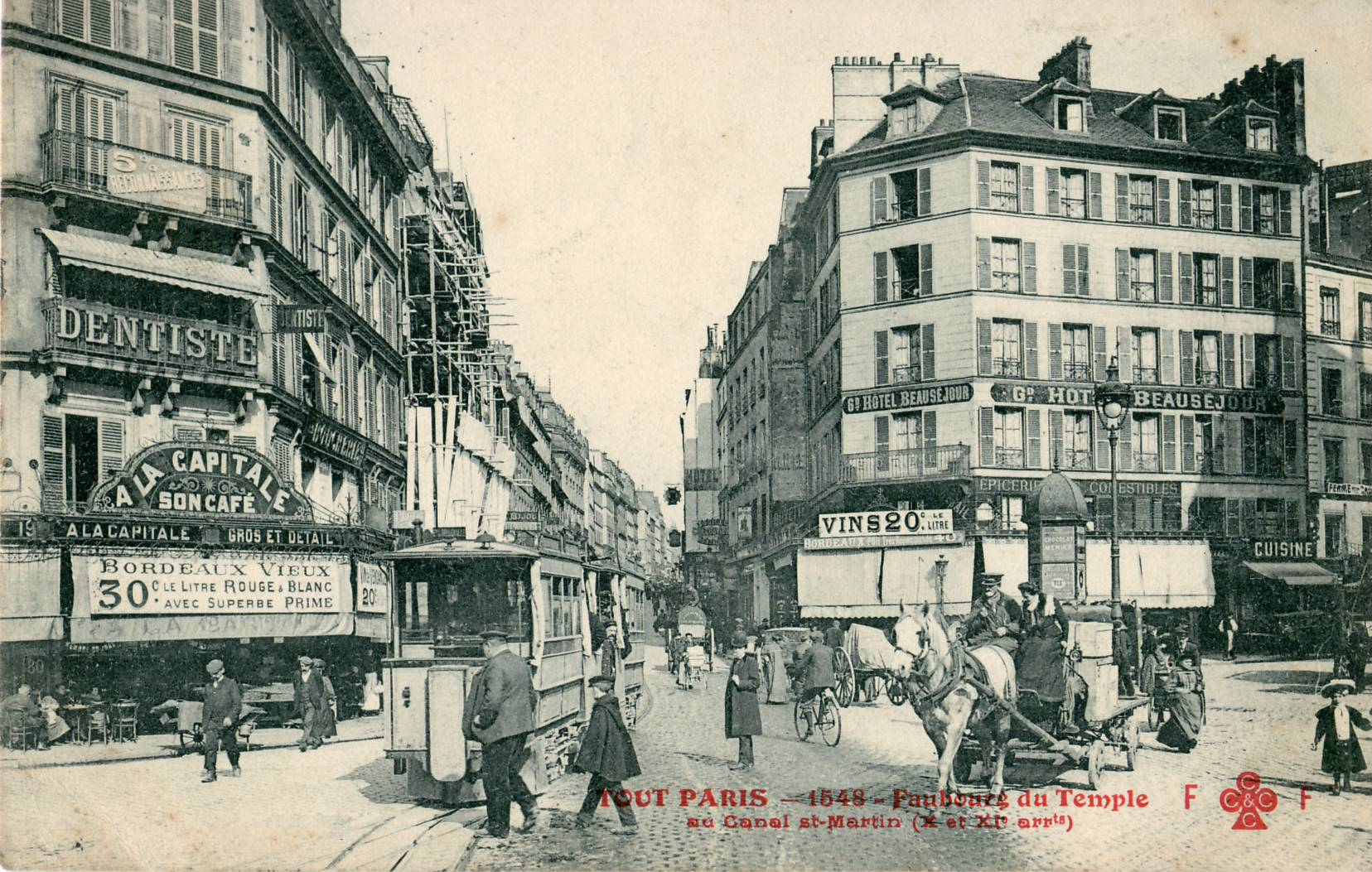
Le tramway funiculaire rue du Faubourg-du-Temple. La rame est constituée de deux voitures attelées.

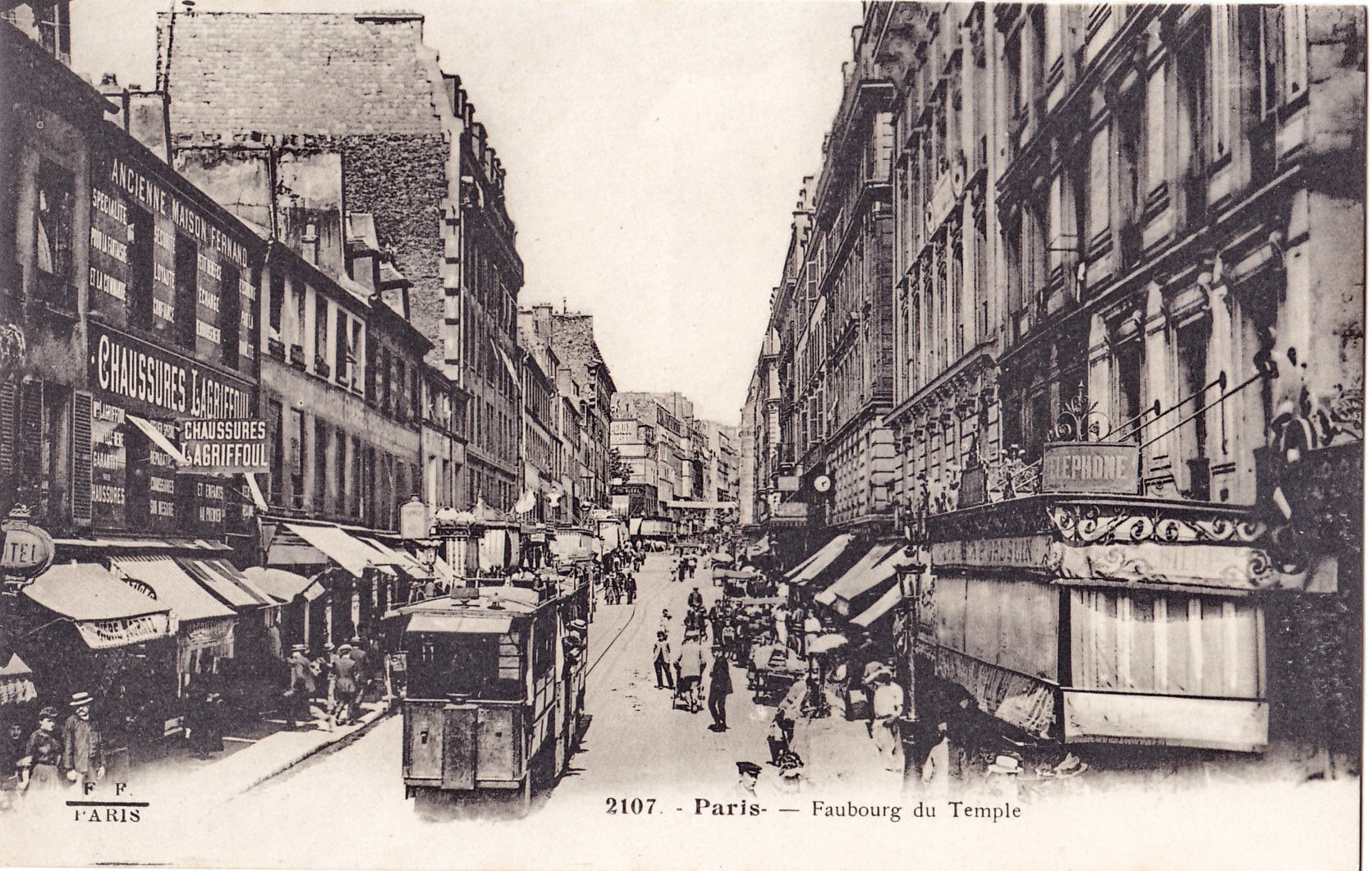
Autre vue du tramway, rue du Faubourg-du-Temple.

Le tramway funiculaire dessert un quartier populaire de Paris ; pour cette raison, le tarif est unique et modeste : 0,10 franc. Ce tarif est réduit de moitié pour les circulations correspondant à l'entrée ou à la sortie des ateliers, en début et en fin de service. Malgré les tarifs très bas, la compagnie du tramway funiculaire est celle qui, à Paris, réalise les plus gros bénéfices au kilomètre grâce à la densité du trafic.
L'exploitation du tramway n'a pas changé durant toute son existence : un départ toutes les onze minutes de cinq à six heures du matin, puis toutes les six minutes jusqu'à minuit et demi. Le nombre total de départs quotidiens s'élève à trois cent soixante-quatre l'hiver, et trois cent quatre-vingt-deux l'été, dont respectivement trente-sept et trente en matinée à demi-tarif.
Les incidents d'exploitation sont relativement rares et sont surtout liés à l'usure du câble de traction. La rupture de fils provoque son enroulement autour du grip, empêchant le véhicule de s'arrêter : c'est ainsi que le tramway renverse des charrettes qui n'ont pu se dégager à temps et provoque une grande pagaille dans la rue.
Mais la forte déclivité de la rue de Belleville a provoqué quelques accidents bien plus spectaculaires. Le plus important est survenu le 6 janvier 1906, quand la rupture du grip entraîne l'emballement du véhicule. Celui-ci dévale alors à toute allure la rue de Belleville, traverse la rue des Pyrénées à une vitesse avoisinant les 120 km/h selon la presse, avant de dérailler et de se mettre en travers dans la rue du Faubourg-du-Temple. Les voyageurs sont pris de panique et sautent en marche, ce qui provoque dix-sept blessés. En 1907 et 1909, le tramway ne pouvant freiner à temps, deux collisions surviennent entre les voitures et des automotrices Mékarski au carrefour de la rue des Pyrénées. En janvier 1914, le câble se rompt à nouveau, et une des voitures qui descend la rue de Belleville la dévale jusqu'à la place de la République, en heurtant tous les obstacles du parcours. Cet accident fait quatorze blessés.

## Le tramway funiculaire et la littérature populaire
Dans La Livrée du crime, Pierre Souvestre et Marcel Allain décrivent Fantômas de retour d’un rendez-vous avec les apaches, empruntant le funiculaire en haut de la rue de Belleville pour se rendre boulevard de Ménilmontant, où l’attend Adèle[réf. nécessaire].

## Bibliographie

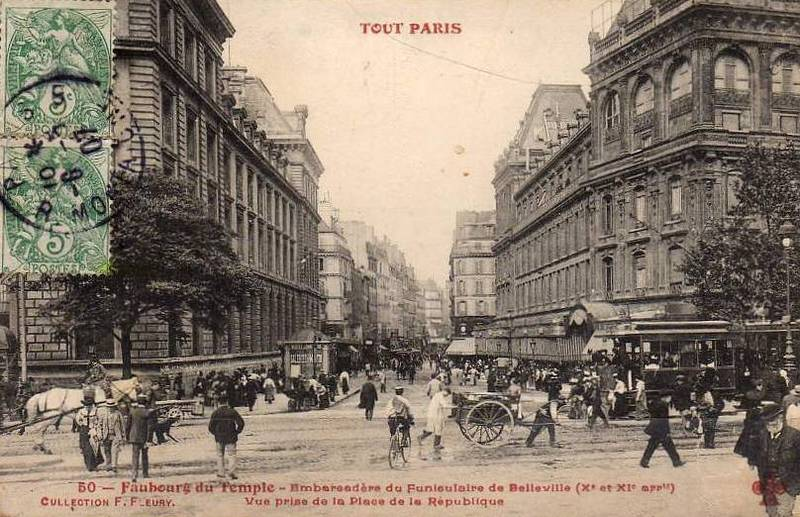
L'embarcadère du tramway, vu de la place de la République.